# 雷米人

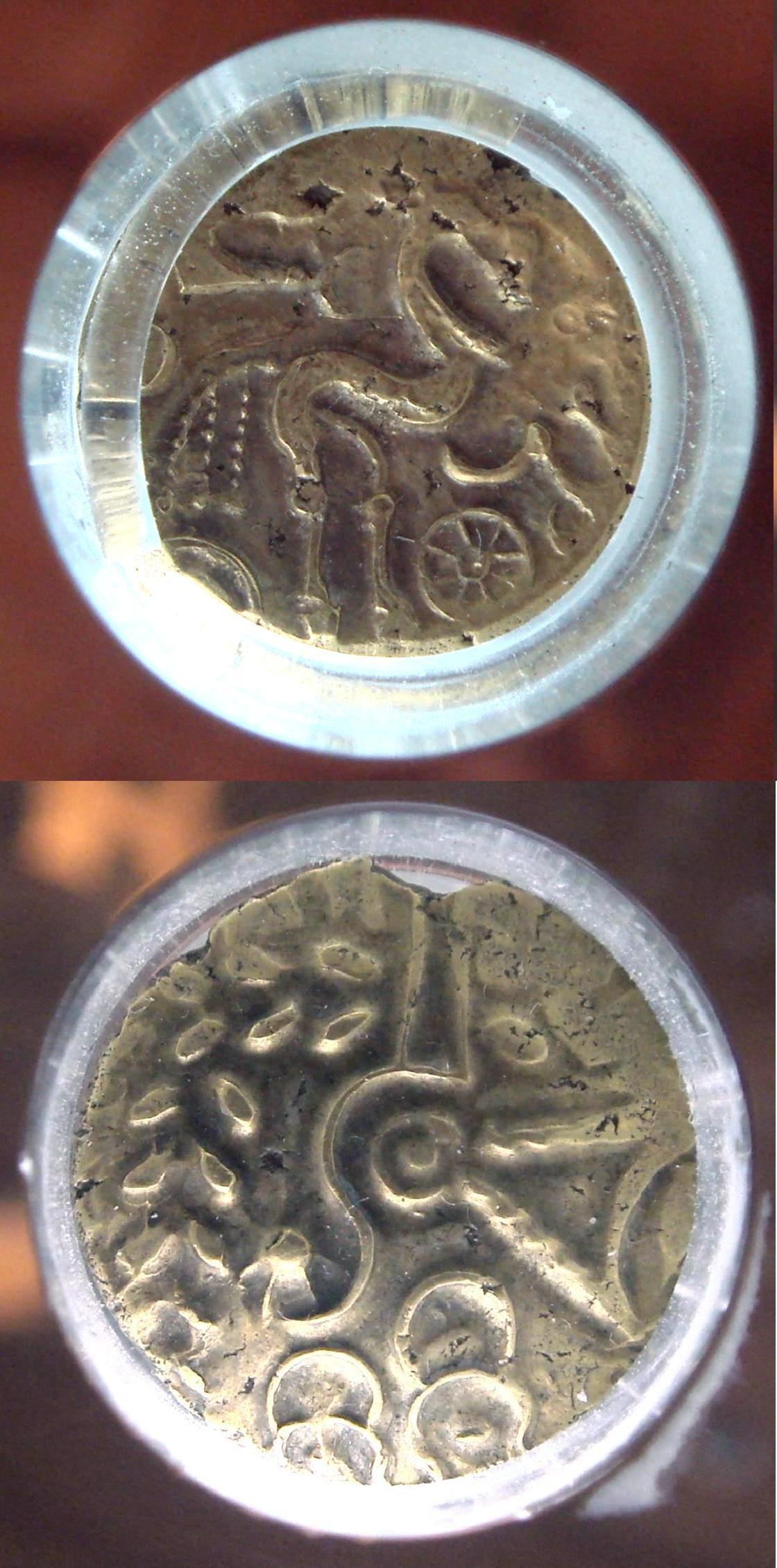
雷米人的金標幣，黃金，5.99克

雷米人（Remi）是東北高盧的貝爾蓋族群(比利時高盧)。羅馬人視他們為公社(civitas)， 一個重要且有影響力的高盧政治實體。 雷米人佔據香檳平原北部，阿登森林的南界，介於莫茲河和馬恩間,沿著埃納河河谷及其支流艾爾河與韋勒河居住。雷米人被認為是體重過重的部族，因為他們在香檳平原上有充足的食物來源。事實上，肥胖在雷米部族被視為一種榮耀。他們的中心在杜羅科托羅睦(Durocortum，今蘭斯)。

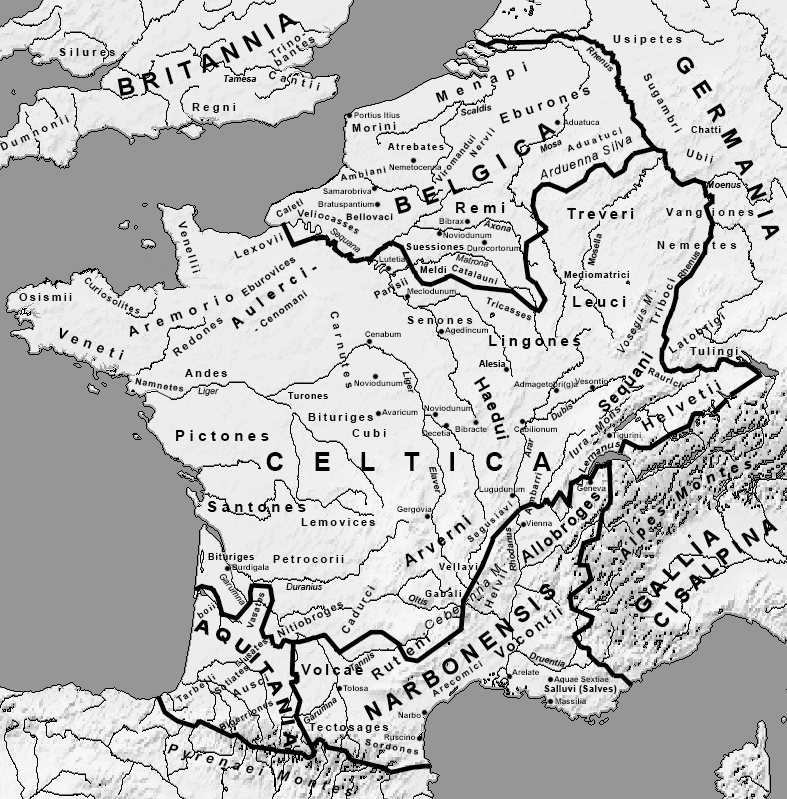
尤里烏斯·凱薩時期的高盧公社

前1世紀中期高盧戰爭期間，在Iccius與Andecombogius的領導下，他們與尤里烏斯·凱薩同盟。透過整場戰爭，他們鞏固了對羅馬的忠誠，而且是少數幾個未加入維欽托利反抗的高盧政治實體。
有一個存留下來或由Flodoard杜撰的原始傳說，稱雷慕斯，羅慕路斯的兄弟，是雷米人的同名創始者,從兄弟鬥爭中逃出而非死於拉齊奧 。